# Oxácido

Estructura del ácido sulfúrico.

La palabra oxácido (o sus variantes oxoácido u oxiácido) se refiere a aquellos ácidos inorgánicos tradicionales que se caracterizan por tener al menos un átomo de oxígeno en el grupo ácido. Específicamente, es un compuesto que contiene hidrógeno, oxígeno y al menos otro elemento no metal, con al menos un átomo de hidrógeno unido al oxígeno que puede disociarse para producir el catión H+ (hidrón) y el anión o base conjugada del ácido.El término se contrapone al de "hidrácido" (p. ej., HCl) , que corresponde a los ácidos que carecen de oxígeno. Esto quiere decir que son compuestos ternarios (formados por tres tipos de átomos).  No se incluyen dentro de esta terminología los ácidos carboxílicos (R-COOH), cuyo término esta reservado para los ácidos orgánicos con grupo carboxilo.  

## Ejemplos y obtención
La mayoría de los oxiácidos se obtienen a partir de sus correspondientes óxidos no metálicos. Su fórmula responde al patrón HaAbOc, donde A es un no metal o, en algunos casos, un metal de transición. 
Ejemplos de oxácidos:
- Ácido sulfúrico (H2SO4). Formado por la reacción de síntesis de una molécula de H2O con una molécula de óxido de azufre SO3:

{\displaystyle {\ce {SO3 + H2O -> H2SO4}}}
- Ácido sulfuroso (H2SO3). Formado por la reacción de síntesis de una molécula de H2O con una molécula de óxido sulfuroso SO2:

{\displaystyle {\ce {SO2 + H2O -> H2SO3}}}
- Ácido hiposulfuroso (H2SO2). Formado por la reacción de síntesis de una molécula de H2O con una molécula de óxido hiposulfuroso SO:

{\displaystyle {\ce {SO + H2O -> H2SO2}}}
- Ácido carbónico (H2CO3). Se forma al disolverse el dióxidos de carbono (CO2) en agua

{\displaystyle {\ce {CO2 + H2O -> H2CO3}}}
- Ácido fosfórico (H3PO4). Por combustión del fosforo blanco se obtiene la forma anhidra del ácido fosfórico (P4O10), que por dilución en una cantidad suficiente de agua se obtiene el ácido ortofosfórico.

{\displaystyle {\ce {P4O10 + 6H2O -> 4H3PO4}}}

## Escritura de un oxácido
Primero va el Hidrógeno, en el medio el no metal y por último el Oxígeno. (Ej: H S O )

### con el número de oxidación del no metal siendo par
1. Si el número de oxidación del no metal es par, al Hidrógeno le corresponde el subíndice 2.
2. Se suma el número de oxidación del no metal con el 2 del Hidrógeno y se divide entre el número de oxidación del Oxígeno, que es -2, y el resultado es el subíndice del Oxígeno.

+4 -2
Ej: H2 S O3
(4+2): 2=3 queda H2SO3

### con el número de oxidación del no metal siendo impar
1. Si el número de oxidación del no metal es impar, al Hidrógeno le corresponde el subíndice 1.( cuando el no metal es el fósforo, el subíndice es 3)
2. Se suma el número de oxidación del no metal con el 1 del Hidrógeno y se divide entre el número de oxidación del Oxígeno, que es -2, y el resultado es el subíndice del Oxígeno.

+3 -2
Ej: H1 N O2
1(+1)+ (+3)= 2 (-2), cargas positivas y negativas igualadas
(3+1): 2=2 queda HNO2

## Clasificación
Nota: La nomenclatura usada en este artículo para nombrar los compuestos ha sido la tradicional. Los oxácidos son ácidos formados por hidrógeno (H), un elemento no-metálico (X) y oxígeno (O). Dependiendo del número de oxidación, un óxido covalente con agua forma un ácido u otro. Por ejemplo, el anhídrido nítrico (N2O5) formará el ácido nítrico (HNO3) cuando se combina con agua:
{\displaystyle {\ce {N2O5 + H2O -> H2N2O6 -> 2HNO3}}}
Cada ácido, al perder su(s) hidrógeno(s) produce su(s) respectivo(s) anión(es) con tantas cargas negativas como hidrógenos haya perdido. Dependiendo del número de H que tengan se dividen en 4 grupos. A continuación se han clasificado los ácidos dependiendo del número de H y ejemplos:

### Grupo deCloro,Bromo,Yodo,Cianógeno
Los tres últimos deben llevar el prefijo meta-.
| ÁCIDO              | ÁCIDO                  | ANIÓN | ANIÓN             |
| ------------------ | ---------------------- | ----- | ----------------- |
| HXO                | Ácido (meta)hipo...oso | XO-   | (Meta)Hipo...ito. |
| HXO2               | Ácido (meta)...oso     | XO2-  | (Meta)...ito.     |
| HXO3               | Ácido (meta)...ico     | XO3-  | (Meta)...ato.     |
| HXO4               | Ácido (meta)per....ico | XO4-  | (Meta)Per....ato. |
| Ejemplos concretos |                        |       |                   |
| HIO                | Ácido hipoyodoso       | IO-   | Hipoyodito        |
| HIO2               | Ácido yodoso           | IO2-  | Yodito            |
| HIO3               | Ácido yódico           | IO3-  | Yodato            |
| HIO4               | Ácido peryódico        | IO4-  | Peryodato         |

### Grupo deAzufre,SelenioyTeluro
| ÁCIDO              | ÁCIDO               | ANIÓN  | ANIÓN       |
| ------------------ | ------------------- | ------ | ----------- |
| H2XO2              | Ácido hipo...oso    | XO22-  | Hipo...ito  |
| H2XO3              | Ácido ...oso        | XO32-  | ...ito      |
| H2XO4              | Ácido ...ico        | XO42-  | ...ato      |
| Ejemplos concretos |                     |        |             |
| H2SO2              | Ácido hiposulfuroso | SO22-  | Hiposulfito |
| H2SeO3             | Ácido selenioso     | SeO32- | Selenito    |
| H2SO4              | Ácido sulfúrico     | SO42-  | Sulfato     |
| H2TeO4             | Ácido telúrico      | TeO42- | Telurato    |

### Grupo deNitrógeno,Fósforo,ArsénicoyAntimonio
También se pueden nombrar con el prefijo orto-.
| ÁCIDO              | ÁCIDO                       | ANIÓN  | ANIÓN                |
| ------------------ | --------------------------- | ------ | -------------------- |
| H3XO2              | Ácido (orto)hipo...oso      | XO23-  | (Orto)Hipo...ito     |
| H3XO3              | Ácido (orto)...oso          | XO33-  | (Orto)...ito         |
| H3XO4              | Ácido (orto)...ico          | XO43-  | (Orto)...ato         |
| Ejemplos concretos |                             |        |                      |
| H3SbO2             | Ácido (orto)hipoantimonioso | SbO23- | (Orto)Hipoantimonito |
| H3AsO3             | Ácido (orto)arsenioso       | AsO33- | (Orto)Arsenito       |
| H3PO4              | Ácido (orto)fosfórico.      | PO43-  | (Orto)Fosfato        |

### Grupo deFósforo,ArsénicoyAntimonio
Deben llevar el prefijo piro- o di-.
| ÁCIDO              | ÁCIDO                                     | ANIÓN   | ANIÓN                             |
| ------------------ | ----------------------------------------- | ------- | --------------------------------- |
| H4X2O3             | Ácido dihipo...oso o pirohipo...oso       | X2O34-  | Dihipo...ito o p                  |
| H4X2O7             | Ácido di...ico o piro...ico               | X2O74-  | Di...ato o piro...ato             |
| Ejemplos concretos |                                           |         |                                   |
| H4Sb2O5            | Ácido dihipoantimonioso o piroantimonioso | Sb2O34- | Dihipoantimonito o piroantimonito |
| H4As2O5            | Ácido diarsenioso o piroarsenioso         | As2O54- | Diarsenito o piroarsenito         |
| H4P2O7             | Ácido difosfórico o pirofosfórico         | P2O74-  | Difosfato o pirofosfato           |

Además, según la nomenclatura tradicional, los números de oxidación, la estructura de los compuestos y demás factores, hay ácidos más especiales como el tiociánico (HSCN) que aparentemente no se parecen a los citados anteriormente:

### ConBoro
| ÁCIDO | ÁCIDO              | ANIÓN | ANIÓN        |
| ----- | ------------------ | ----- | ------------ |
| HBO2  | Ácido metabórico   | BO2-  | Metaborato.  |
| H3BO3 | Ácido (orto)bórico | BO33- | (Orto)Borato |

### ConSilicio
| ÁCIDO  | ÁCIDO                 | ANIÓN  | ANIÓN           |
| ------ | --------------------- | ------ | --------------- |
| H2SiO3 | Ácido metasilícico    | SiO32- | (Meta)Silicato. |
| H4SiO4 | Ácido (orto) silícico | SiO44- | (Orto) silicato |

### ConAzufre
| ÁCIDO  | ÁCIDO                                         | ANIÓN  | ANIÓN                               |
| ------ | --------------------------------------------- | ------ | ----------------------------------- |
| H2S2O7 | Ácido disulfúrico o pirosulfúrico             | S2O72- | Disulfato o pirosulfato.            |
| H2S2O8 | Ácido peroxodisulfúrico o peroxopirosulfúrico | S2O82- | Peroxodisulfato o peroxopirosulfato |
| H2SO5  | Ácido peroxosulfúrico                         | SO52-  | Peroxosulfato                       |
| H2S2O3 | Ácido tiosulfúrico                            | S2O32- | Tiosulfato                          |

### ConCarbono
| ÁCIDO | ÁCIDO           | ANIÓN | ANIÓN     |
| ----- | --------------- | ----- | --------- |
| H2CO2 | Ácido carbonoso | CO22- | Carbonito |
| H2CO3 | Ácido carbónico | CO32- | Carbonato |

### ConManganeso
| ÁCIDO  | ÁCIDO              | ANIÓN  | ANIÓN        |
| ------ | ------------------ | ------ | ------------ |
| H2MnO4 | Ácido mangánico    | MnO42- | Manganato    |
| HMnO4  | Ácido permangánico | MnO4-  | Permanganato |

### ConCromo
| ÁCIDO   | ÁCIDO           | ANIÓN   | ANIÓN     |
| ------- | --------------- | ------- | --------- |
| H2CrO4  | Ácido crómico   | CrO42-  | Cromato   |
| H2Cr2O7 | Ácido dicrómico | Cr2O72- | Dicromato |

### ConCarbonoyNitrógeno
| ÁCIDO | ÁCIDO            | ANIÓN | ANIÓN      |
| ----- | ---------------- | ----- | ---------- |
| HOCN  | Ácido ciánico    | OCN-  | Cianato    |
| HSCN  | Ácido tiociánico | SCN-  | Tiocianato |

### Otros
Como hemos visto, los oxácidos tienen aniones que se forman al perder todos los hidrógenos que tenían pero también pueden perder solo 2 o solo 3. Por ejemplo el ácido sulfúrico (H2SO4) puede perder sus 2 o solo 1 hidrógeno, si pierde los 2 el anión se llamará sulfato (SO42-) pero si solo pierde 1 se llamará hidrogenosulfato (HSO4-) que es un anión ácido. El Ácido difosfórico (H4P2O7) puede perder los 4: difosfato (P2O74-), 3: hidrogenodifosfato (HP2O73-), 2: dihidrogenodifosfato (H2P2O72-), 1: trihidrogenodifosfato (H3P2O7-).

## Sales ternarias
Las sales ternarias no son más que la combinación de un anión o anión ácido con otro elemento.
Ejemplos:
- Ca(IO)2 - Hipoyodito de calcio
- Ca(HCO3)2 - Hidrogenocarbonato o bicarbonato de calcio
- AlSbO3 - Antimonito u Ortoantimonito de aluminio
- Pb(H2As2O7)2 - Dihidrogenopiroarseniato o Dihidrogenodiarseniato de plomo (IV)
- CaS2O3 - Tiosulfato de calcio
- CsH3SiO4 - Trihidrogenoortosilicato de cesio
- ZnSiO3 - Silicato o Metasilicato de zinc
- Rb3PO2 - Hipofosfito de rubidio
- Na4As2O3 Dihipoarsenito de sodio
- NiSeO3 - Selenito de níquel (II)

## Iones poliatómicos especiales de uso frecuente
| ÁCIDO | ÁCIDO            | ANIÓN    | ANIÓN        |
| ----- | ---------------- | -------- | ------------ |
| NH4+  | Catión amonio    | CN-      | Cianuro      |
| Hg22+ | Catión mercuroso | OCN-     | Cianato      |
| O22-  | Peróxido         | SCN-     | Tiocianato   |
| S22-  | Disulfuro        | MnO42-   | Manganato    |
| S32-  | Trisulfuro       | MnO4-    | Permanganato |
| Sn2-  | Polisulfuro      | CrO42-   | Cromato      |
| C22-  | Acetiluro        | Cr2O72-  | Dicromato    |
| OH-   | Hidróxido        | CH3-COO- | Acetato      |